# Ecoduct Groote Heide
Ecoduct Groote Heide is een ecoduct over de Nederlandse autosnelweg A2 tussen Valkenswaard en Heeze. Het ecoduct verbindt het natuurgebied Valkenhorst aan de westzijde van de A2 met de Groote Heide aan de oostzijde. De opdracht voor de bouw is afkomstig van de provincie Noord-Brabant gebouwd en het geheel is op 8 januari 2014 geopend.
Het ecoduct maakt deel uit van het programma om de natuurgebieden in noordoost Noord-Brabant met elkaar te verbinden. Naast ecoduct Groote Heide zijn ook ecoduct Maashorst, ecoduct Leenderbos en ecoduct Herperduin met dit programma gerealiseerd, wat tezamen 9,9 miljoen euro heeft gekost. De naam voor de ecoduct is afkomstig van het natuurgebied Groote Heide.